# Zwarciowa zdolność łączeniowa
Zwarciowa zdolność łączeniowa, Icn – wartość skuteczna składowej okresowej prądu spodziewanego, określająca który wyłącznik jest zdolny załączyć i przepuścić w czasie własnym otwierania oraz przetrwać w określonych warunkach. 